# Synasellus
Synasellus är ett släkte av kräftdjur. Synasellus ingår i familjen sötvattensgråsuggor.

## Dottertaxa tillSynasellus, i alfabetisk ordning[1]
- Synasellus albicastrensis
- Synasellus barcelensis
- Synasellus bragai
- Synasellus bragaianus
- Synasellus brigantinus
- Synasellus capitatus
- Synasellus dissimilis
- Synasellus exiguus
- Synasellus favaiensis
- Synasellus flaviensis
- Synasellus fragilis
- Synasellus henrii
- Synasellus hurki
- Synasellus insignis
- Synasellus intermedius
- Synasellus lafonensis
- Synasellus leysi
- Synasellus longicauda
- Synasellus longicornis
- Synasellus mariae
- Synasellus mateusi
- Synasellus meijersae
- Synasellus meirelesi
- Synasellus minutus
- Synasellus nobrei
- Synasellus notenboomi
- Synasellus pireslimai
- Synasellus pombalensis
- Synasellus robusticornis
- Synasellus serranus
- Synasellus tirsensis
- Synasellus transmontanus
- Synasellus valpacensis
- Synasellus vidaguensis
- Synasellus vilacondensis